# Оголюк Олександр Сергійович
Олександр Сергійович Оголюк (нар. 14 вересня 1973) — радянський та український футболіст, нападник.

## Життєпис
Олександр Оголюк народився 14 вересня 1973 року. Вихованець дніпропетровського ОШІСП.
Професіональну кар'єру розпочав у дніпропетровському «Дніпрі». 27 червня 1991 року провів свій перший та єдиний матч у складі дніпропетровського клубу, в рамках 16-го туру вищої ліги чемпіонату СРСР проти владикавказького «Спартака». Поєдинок завершився нічиєю з рахунком 1:1. Олександр вийшов на поле на 80-й хвилині матчу, замінивши Едуарда Сона. У Дніпропетровську Оголюк переважно виступав з дублюючий склад (17 матчів, 1 гол).
В 1992 році перейшов до складу шепетівського «Темпа». У складі «Темпа» дебютував 21 березня 1992 року в переможному (1:0) домашньому матчі 4-го туру підгрупи 1 вищої ліги чемпіонату України проти сімферопольської «Таврії». Олександр вийшов на поле в тому поєдинку в стартовому складі, а на 69-й хвилині замість нього вийшов на поле Олександр Бабій. Загалом у складі шепетівської команди зіграв 15 матчів.
Того ж року перейшов до складу «Таврії» (Херсон). За херсонську команду дебютував 1 серпня 1992 року в програному (0:2) виїзному матчі 1/64 фіналу кубку України проти каховського «Меліоратора». Олександр вийшов на поле в стартовому складі, а на 60-й хвилині його замінив Олексій Якименко. 17 серпня 1992 року зіграв свій перший матч у складі «Таврії» в другій лізі чемпіонату України, проти маріупольського «Азовця». Поєдинок завершився нульовою нічиєю. Оголюк вийшов на поле в стартовому складі, а на 60-й хвилині його замінив Олександр Балашов. Першим голом у професіональній кар'єрі відзначився 8 вересня 1992 року в домашньому матчі 3-го туру другої ліги чемпіонату України проти донецького «Шахтаря-2». Поєдинок завершився перемогою херсонської команди. Олександр вийшов на поле в стартовому складі, на 70-й хвилині реалізував пенальті, а вже на 71-й хвилині його замінив Олексій Якименко. Загалом у складі «Таврії» у другій лізі чемпіонату України зіграв 20 матчів та відзначився 7-ма м'ячами, ще 1 поєдинок за херсонську команду провів у кубку України.
Першу частину сезону 1993/94 років провів у полтавській «Ворсклі». В складі полтавського клубу дебютував 1 серпня 1993 року в виїзному матчі 1/64 фіналу кубку України проти новомосковського «Металурга». Поєдинок завершився перемогою «Ворскли» з рахунком 2:1. Олександр вийшов на поле в стартовому складі, на 38-й хвилині відзначився голом, а на 52-й хвилині матчу його замінив Вазген Манасян. Загалом у першій частині сезону 1993/94 років у футболці полтавської команди зіграв 15 матчів, ще 4 матчі (1 гол) у складі «Таврії» зіграв у кубку України.
Другу частину сезону 1993/94 років провів у клубі «Поліграфтехніка», який на той час виступала в Першій лізі чемпіонату України. У складі олександрійського клубу дебютував 27 березня 1994 року в матчі 21-го туру першої ліги чемпіонату України проти чортківського «Кристала». Олександрійці здобули перемогу з рахунком 1:0. Оголюк вийшов на поле в стартовому складі, а на 69-й хвилині його замінив Олександр Фоменко. Першим голом у складі поліграфтехніки відзначився 19 травня 1994 року в виїзному матчі (1:1) проти стрийської «Скали». Олександр вийшов на поле на 55-й хвилині матчу замість Валерія Шажка. Протягом свого перебування в Олександрії був стабільним гравцем основного складу. З 1994 по 1995 роки в чемпіонатах України зіграв 56 матчів та відзначився 7-ма м'ячами, ще 1 матч у складі олександрійців зіграв у кубку України. Ще 6 матчів у складі клубу зіграв у першості дублерів. Крім цього, в сезоні 1994/95 років зіграв 6 матчів у футболці «Поліграфтехніки-Кристалу».
Потім виїхав за кордон. Сезон 1996/97 років провів у складі польського клубу «Гурник» (Ленчна), а в 1997 році виступав у складі представника білоруської вищої ліги «Трансмаш» (Могильов). У футболці білоруського клубу зіграв 10 матчів.
Проте в 1997 році повернувся в Україну та знову підписав контракт із «Поліграфтехнікою». 10 жовтня 1997 року повторно дебютував у футболці поліграфів, у виїзному матчі 18-го туру першої ліги чемпіонату України проти харківського «Металіста». Харківська команда здобула перемогу в тому поєдинку з рахунком 1:0. Оголюк вийшов на поле на 66-й хвилині, замінивши Юрія Гуру. Цей матч став останнім для Оголюка в чемпіонатах України на професіональному рівні. Також цього ж року зіграв ще 2 поєдинки, в кубку України проти херсонського «Кристала», 15 та 20 жовтня 1997 року.
В 1997 році залишив Олександрію та виступав на аматорському рівні. З 1999 по 2000 роки виступав у складі криворізького клубу «Родіна». У 1999 році команда стала чемпіоном і володарем Кубка Кривого Рогу, була фіналістом Кубка Дніпропетровської області, а також виграла першість України серед підприємств концерну «Укррудпром». З 2004 по 2005 роки виступав у складі «Аглофабрики» (Кривий Ріг). 

## Досягнення

### На професіональному рівні
- Перша ліга чемпіонату України
  -  Бронзовий призер (1): 1993/94

### На аматорському рівні
- Чемпіонат Кривого Рогу з футболу
  -  Чемпіон (1): 1999

- Кубок Кривого Рогу з футболу
  -  Володар (1): 1999

- Кубок Дніпропетровської області
  -  Фіналіст (1): 1999